# 平川市議会
平川市議会（ひらかわしぎかい）は、青森県平川市に設置されている地方議会である。

## 概要

### 任期
4年

### 定数
16人

### 所在地
青森県平川市柏木町藤山25-6 
平川市役所本庁舎4階

### 委員会
- 議会運営委員会

#### 常任委員会
- 総務企画常任委員会
- 建設経済常任委員会
- 教育民生常任委員会

#### 特別委員会
- 予算特別委員会・決算特別委員会
- 議会広報特別委員会

### 定例会
- 3月
- 6月
- 9月
- 12月

### 事務局
- 議会事務局

## 会派
| 会派名             | 議席数 | 所属党派   | 議員名（◎は代表）                                       | 女性議員数 | 女性議員の比率(%) |
| ------------------ | ------ | ---------- | ------------------------------------------------------- | ---------- | ----------------- |
| ひらかわ市民クラブ | 7      | 自由民主党 | ◎工藤秀一 原田淳 小野誠 佐藤保 桑田公憲 福士稔 石田昭弘 | 0          | 0                 |
| 美郷会             | 6      |            | ◎山谷洋朗 北山弘光 葛西厚平 齋藤剛 石田隆芳 水木悟志    | 0          | 0                 |
| 市政公明           | 2      | 公明党     | ◎中畑一二美 葛西勇人                                    | 1          | 50                |
| 無所属             | 1      | 日本共産党 | 齋藤律子                                                | 1          | 100               |
| 計                 | 16     |            |                                                         | 2          | 6.25              |

## 騒動・不祥事

### 平川市長選公職選挙法違反事件
2014年1月に行なわれた平川市長選挙において、票のとりまとめをしその見返りに報酬を得ていたとし、定数20名中15名の現職市議会議員が公職選挙法違反で逮捕された。逮捕された内8名の議員が辞職または失職し、この8名の補欠選挙が2014年7月28日に行なわれた。また逮捕された15名の市議全員に有罪判決が言い渡された。

## 議員報酬と諸手当
| 役職   | 報酬           |
| ------ | -------------- |
| 議長   | 月額 420,000円 |
| 副議長 | 月額 380,000円 |
| 議員   | 月額 360,000円 |

その他諸手当
その他にも平川議会議員は職務のため国内若しくは海外に旅行した時は、その旅費を費用弁済できる。またその旅費として請求できる額は市長と同等の待遇である。

## 定数の推移
「平川市議会議員定数条例」によって定数が決められている。
- 2007年（平成19年）7月1日選挙 - 3選挙区24人
- 2011年（平成23年）7月3日選挙 - 3選挙区24人→1選挙区20人
- 2019年（令和元年）7月7日選挙 - 20人→16人

## 議会出身者
- 大川喜代治（2代目平川市長）